# Иаддуй
Иаддуй, Адуй, Иаддуа или Яддуа (др.-евр. ודע‬ или אודע‬; лат. Jaddua; «прославленный»), — иудейский первосвященник в Иерусалиме ок. 323 года до н. э., во времена Второго Храма. Упоминается в Библии (Неем. 10:21; 12:11, 22); сын и преемник первосвященника Иоханана (Ионафана) и последний из первосвященников, из упоминаемых в Ветхом Завете, живший во времена персидского царя Дария Кодомана (336—330 годы до н. э.) и македонского царя Александра (336—323 годы до н. э.). Johanan (High Priest)

## Биография

### Происхождение
По Нехемии (Неем. 12:11), имя отца Иаддуя было Ионатан, а согласно 22-му стиху той же самой главы — Иоханан. Вопрос насчёт поколения:
- если оба указанные имени правильны и Иоханан был сыном Ионатана, или наоборот, то Иаддуа принадлежал к шестому поколению после Иешуи, первого первосвященника, который вернулся из изгнания (вавилонский плен);
- но если «Ионатан» и «Иоханан» относятся к одному лицу, то Иаддуй принадлежал к пятому поколению.[3]

Отец Иаддуя — Ионатан, сын Иегояды — упоминается в списке священников и левитов, возвратившихся в Палестину из вавилонского плена (538—520 годы до н. э.) вместе с Зерубаббелем (Нехемия, 12, 11).
Некто Иаддус, который был сыном Иоанна, и брат которого Манассия был женат на дочери Санбаллата, священствовал во времена Александра Великого (Древн., XI, 7, § 2); а между этой эпохой и возвращением из изгнания прошло скорее шесть, чем пять поколений. Поэтому гипотеза, что Иоханан и Ионатан были отцом и сыном, кажется наиболее вероятной ввиду несомненного тождества Иаддуи, упомянутого у Нехемии, и Иаддуса, упоминаемого у Иосифа Флавия; но следует отметить, что Септуагинта упоминает один раз Ίωδα (др.-греч. ) и один раз Ίδόα; , что не совсем совпадает с Ίαδδοΰς, значащимся у Иосифа Флавия.

### Встреча с Александром Македонским
По свидетельству Иосифа Флавия, Иаддуй в первосвященнических одеждах, в сопровождении священников в льняных облачениях и множества прислужников в белых одеждах, вышел навстречу разгневанному царю Александру, который грозил ему наказанием за то, что он отказался послать ему в качестве субсидии войско при осаде Тира (январь-июль, 332 год до н. э.).
Александр, поражённый величественным зрелищем, отделившись от прочих, подошёл к первосвященнику и поклонился перед ним, и, когда один из вельмож Александровых (Парменион) спросил его, почему он вздумал унизиться перед иудейским священником, когда сам принимает поклонение от всех, Александр отвечал: я поклонился не первосвященнику, а Богу, которому он служит в этом высоком звании. Затем, когда ему было показано пророчество Даниила о том, что царь греческий ниспровергнет царство Персидское, он даровал иудеям многие милости и льготы. Это было в 323 году до н. э.

## Разногласие с Талмудом
Первосвященник, которому Александр Великий почтительно поклонился перед воротами Иерусалима, был, согласно Иосифу Флавию (Древности, XI, 8, § 4), Иаддус; между тем, в Талмуде та же история рассказывается о Симоне Праведном.
Но так как сыном Иаддуи был тот самый Ония (Древн., XI, 8, § 7), который, согласно другому источнику (1Мак. 12:7, 8, 20), был современником спартанского царя Арея (309—265 до н. э.), и так как часто упоминаемый Симон Праведный был сыном Онии (Древн., XII, 2, § 5), то получается непримиримое разногласие между Иосифом и Талмудом. Здесь следует отдать предпочтение Иосифу, так как хорошо известно, что Талмуд склонен группировать все легенды этого периода вокруг личности Симона; поступок же Александра Великого кажется также легендой.

## Христианские летописцы
Христианские летописцы, как Евсевий («Пасхальная хроника») и Синкелл, конечно, следуют Иосифу Флавию; однако еврейские хронисты средних веков старались уничтожить разногласие тем наивным способом, результатом которого стал случай с Азарией де Росси (его сочинение «Meor Enajim», § 37).